# Božo Starčević
Božo Starčević (Zagreb, 11. prosinca 1988.), hrvatski je reprezentativac u hrvanju grčko-rimskim načinom. Član je HK Metalac. Pričuvnik je Hrvatske vojske.
Osvajač je europske bronce (2013.) i bronce s Mediteranskih igara 2018. te zlata sa Sredozemnoga prvenstva 2011. Proglašen je za najboljega športaša Ličko-senjske županije u 2013. godini.

## Početci športske karijere
Rođen je u Zagrebu. Oba roditelja su mu iz Like iz sela Oteš, u općini Gospić.
Prije nego što se počeo baviti hrvanjem, Starčević je trenirao gimnastiku. Njegov tadašnji trener Mario Baić radio je izbor djece po školama i uspio je potaknuti Starčevića na hrvanje i napuštanje gimnastike. Počeo je trenirati u HK Metalac.
Svoj prvi rezultat u hrvanju Starčević je postigao 1999. godine, nakon samo tjedan dana treniranja. Osvojio je zlatno odličje na međunarodnomu turniru u Sloveniji, u kategoriji do 29 kilograma. Nakon osvojenoga prvog mjesta u Sloveniji, Starčević započinje svoj niz na prvenstvima Hrvatske.

## Športska karijera
S osamnaest godina odlazi na Svjetsko juniorsko prvenstvo održano 2007. u Pekingu i osvaja 5. mjesto u kategoriji do 60 kg.
Na Europskomu juniorskom prvenstvu održanom 2008. u Slovačkoj, opet osvaja 5. mjesto, ali u kategoriji do 66 kg. 
Ubrzo opet mijenja svoju težinsku kategoriju na 74 kg i ulazi u seniore 2009. godine. Uspio je postati prvakom Hrvatske 2009., 2010. i 2011. godine.
2010. godine dobiva pozivnicu u seniorsku reprezentaciju i odlazi na svoje prvo seniorsko prvenstvo Europe u Azerbajdžan, na kojemu osvaja 8. mjesto. Od 2011. trenira ga brat Nikola Starčević.
Na Sredozemnom prvenstvu u lipnju 2011. osvaja zlatno odličje u kategoriji 74 kg.
2012. godine pozvan je na Europsko prvenstvo u Beogradu i osvaja opet 8. mjesto. U lipnju iste godine osvojio je Grand Prix Njemačke, u kategoriji 74 kg.
Starčevićev dotad najvrjedniji rezultat u karijeri postignut je na Europskomu prvenstvu u Gruziji, održanomu 2013. godine, na kojemu osvaja brončano odličje u kategoriji do 74 kilograma, grčko-rimskim stilom.
Na Svjetskom prvenstvu u rujnu 2014. osvaja 5. mjesto u kategoriji 80 kg.
Iako se nije uspio plasirati putem prednatjecanja, Starčević je mjesec dana uoči Olimpijskih igara 2016.  u Rio de Janeiru dobio pozivnicu Svjetske hrvačke organizacije. U Riu je prvo pobijedio trostrukoga svjetskoga prvaka, Turčina Selçuka Cebija 2:1, nakon čega je u četvrtzavršnici pobijedio Amerikanca Andrewa Biserka 2:0. U poluzavršnici borio se protiv Rusa Romana Vlasova, najboljega ruskoga hrvača. Nakon poraza od 6:3, u borbi za brončano odličje Starčevića je čekao Južnokorejac Kim Hyeoon-wooa, koji ga je pobijedio s 6:4 i uzeo broncu.
Na Mediteranskim igrama 2018. u Tarragoni osvojio je brončano odličje u kategoriji do 77 kg.
Olimpijske igre u Tokiu 2020. otvorio je pobjedom nad Bugarinom Aikom 
Mnatsakanianom 3:1. U četvrtzavršnici vodio je 5:3 do pet sekundi prije završetka borbe s Irancem Moahmmadalijem Geraeiem, no završilo je neriješeno 5:5, a Iranac je prošao dalje prema pravilu zadnjih osvojenih bodova. Irančevim porazom izgubio je mogućnost repasaža te završio na 8. mjestu.

## Priznanja
- Najbolji športaš Ličko-senjske županije za 2013. godinu.[3]
- Medu predloženima za najsupješnijega hrvatskoga športaša  u 2016. godini (nagrada otišla Josipu Glasnoviću).[9]
- Član Hrvatskoga vijeća za fair play HOO-a (eng. Croatian Fair Play Committee) 2016. –2020.[10]

## Vanjske poveznice
- Profil na službenoj svjetskoj bazi hrvanja
- Službena mrežna stranica  Arhivirana inačica izvorne stranice od 15. studenoga 2019. (Wayback Machine)
- Službena Facebookova stranica
- Službeni Youtube kanal